# 1315

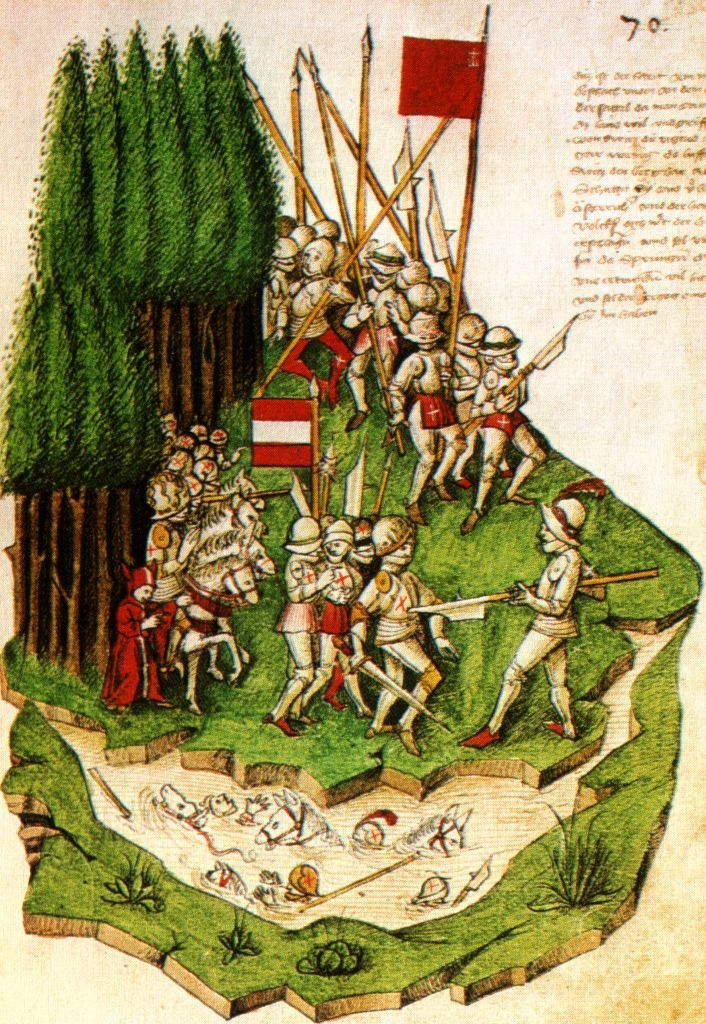
Slag bij Morgarten

Het jaar 1315 is het 15e jaar in de 14e eeuw volgens de christelijke jaartelling.

## Gebeurtenissen
mei
- 11 - Frederik de Schone trouwt met Isabella van Aragon.

juni
- 15 - Jacobus II van Aragon trouwt met Maria van Lusignan (1273-1322).
  - 27 november - Het huwelijk 'met de handschoen' wordt in een officiële ceremonie overgedaan.

augustus
- 19 - Lodewijk X van Frankrijk hertrouwt met Clementia van Hongarije, slechts enkele dagen nadat zijn eerste echtgenote Margaretha van Bourgondië onder verdachte omstandigheden in de gevangenis overleden is.

november
- 15 - Slag bij Morgarten: De Zwitserse eedgenoten verslaan het leger van Oostenrijk in een hinderlaag. De onafhankelijkheid binnen het keizerrijk van de Zwitsers is voor enkele decennia gewaarborgd.

december
- 13 Zaltbommel krijgt van graaf Reinald I van Gelre stadsrechten.

zonder datum
- In vele delen van Europa begint een periode van slecht weer die meerdere jaar aanhoudt. Begin van de Grote hongersnood van 1315-1317. Dit wordt soms gezien als het begin van de kleine ijstijd.
- De Venetianen verkopen het eiland Kos aan de Johannieters.
- Vlissingen krijgt stadsrechten.
- De Stekense Vaart wordt gegraven. (jaartal bij benadering)
- oudst bekende vermelding: Sjenkoersk

## Opvolging
- Bourgondië (graafschap) - Robert opgevolgd door zijn zuster Johanna II en dier echtgenoot Filips van Frankrijk
- Bourgondië (hertogdom) - Hugo V opgevolgd door zijn broer Odo IV
- patriarch van Constantinopel - Johannes XIII Glykys als opvolger van Nefon I

## Afbeeldingen

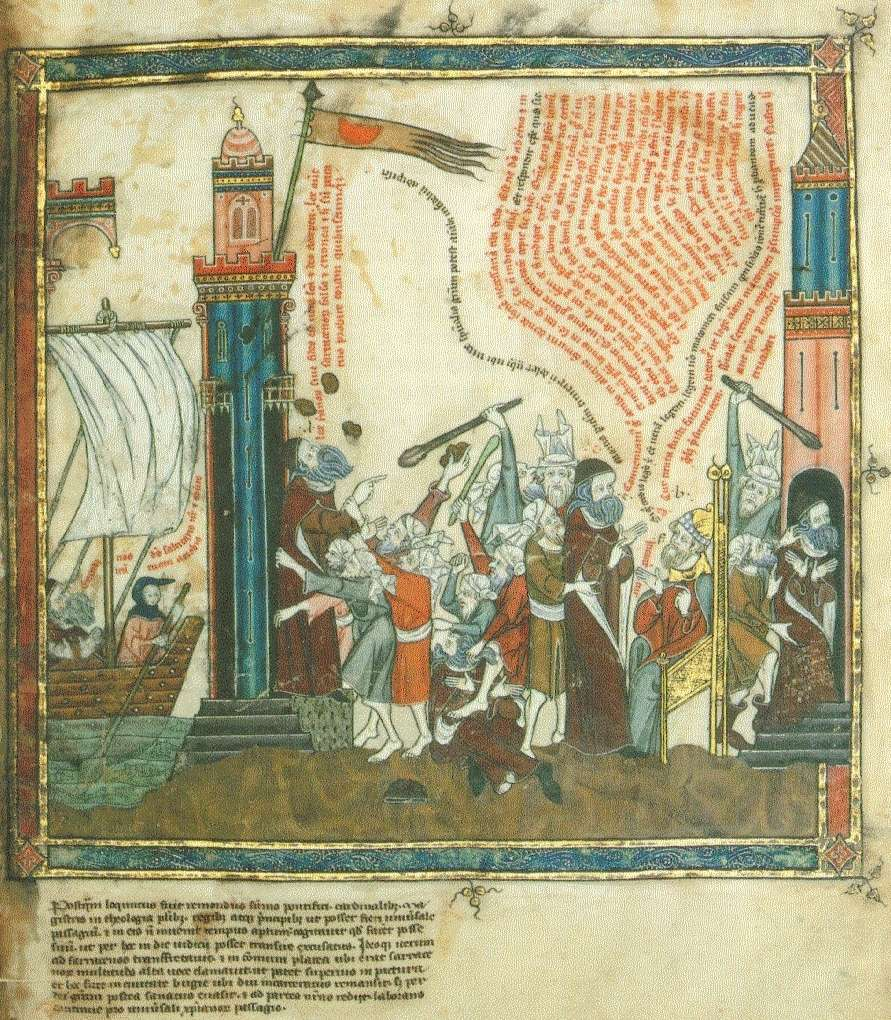
martelaarschap van Ramon Llull
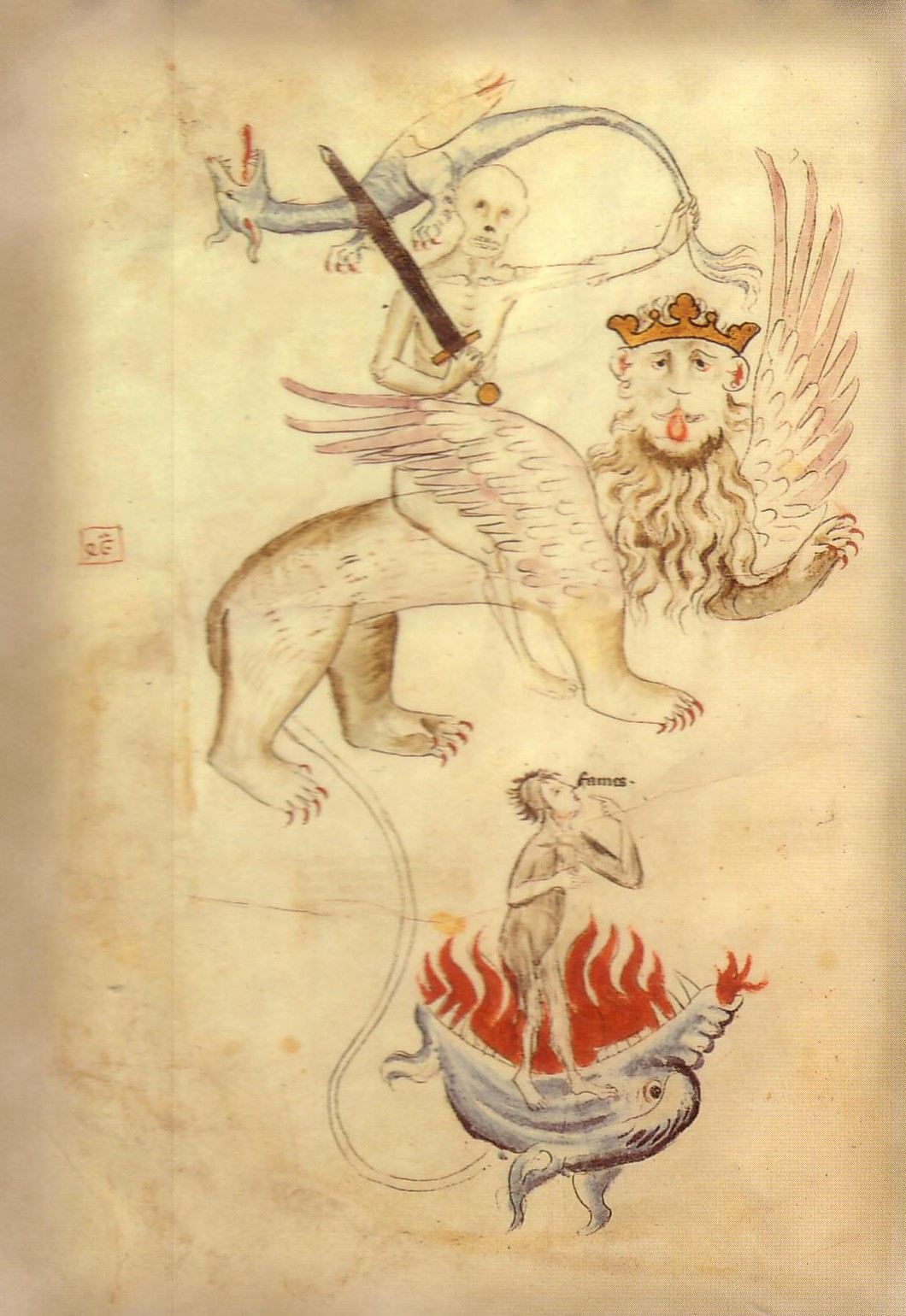
Allegorie van de Grote Hongersnood

## Geboren
- Agnes van Habsburg, Duits edelvrouw (jaartal bij benadering)
- Hugues Aubriot, Frans bestuurder (jaartal bij benadering)

## Overleden
- 13 februari - Jan I van Chalon-Arlay, Bourgondisch edelman
- 1 mei - Margaretha van Brandenburg, echtgenote van Przemysł II van Polen
- 9 mei - Hugo V, hertog van Bourgondië
- 24 juli - Otto II van Anhalt, Duits edelman
- 15 augustus - Margaretha van Bourgondië (~25), echtgenote van Lodewijk X
- augustus - Mieszko I van Teschen, Pools edelman
- Adolf VI van Schaumburg (~58), Duits edelman
- Jan V van Vendôme, Frans edelman
- Margaretha van Villehardouin, Frans edelvrouw* Pietro d'Abano, Italiaans filosoof (jaartal bij benadering)
- Ramon Llull (~83), Spaans schrijver en filosoof (jaartal bij benadering)